# Водопроводне
Водопрово́дне (каз. Водопроводное) — село у складі Кизилжарського району Північноказахстанської області Казахстану. Входить до складу Розсвітського сільського округу.
Населення — 343 особи (2021; 437 у 2009, 519 у 1999, 521 у 1989).
Національний склад станом на 1989 рік:
- росіяни — 70 %.